# Giorgio Amendola
Pour les articles homonymes, voir Amendola.
Giorgio Amendola (Rome, 21 novembre 1907 – Rome, 5 juin 1980) est un écrivain et homme politique italien.

## Biographie
Giorgio Amendola, né à Rome en 1907, est le fils de l'intellectuelle lituanienne Eva Kuhn et de Giovanni Amendola, un député et ancien ministre libéral, farouchement anti-fasciste, décédé en 1926 à Cannes, à la suite des blessures provoquées par une agression subie à Pieve a Nievole, dans la province de Pistoia, et commanditée par des proches de Benito Mussolini.
Giorgio Amendola rejoint secrètement le Parti communiste italien en 1929 et, après avoir obtenu son diplôme en droit, commence à organiser l'opposition au régime de Mussolini. En mars 1931, il est le seul représentant napolitain au quatrième congrès du PCI à Cologne. Il entre ensuite dans l'appareil illégal du parti à Paris. Le 2 juin 1932, il retourne en Italie pour une opération clandestine mais est arrêté à Milan. Il est alors relégué pour cinq ans sur l'île de Santo Stefano dans l'archipel Pontin. En 1937, il obtient la commutation de sa peine en assignation à résidence à Rome, d'où il parvient à s'enfuir et à rejoindre clandestinement Paris, à la fin du mois d'octobre de la même année. À partir de là et jusqu'en 1943, il poursuit son activité antifasciste en France et en Tunisie. Après la signature du Pacte germano-soviétique et l'interdiction du Parti communiste, il se rend à Marseille pour réorganiser les rangs des communistes italiens. En septembre 1941, il est l'un des animateurs du congrès de Toulouse auquel prennent part Silvio Trentin, Pietro Nenni ou Francesco Fausto Nitti. Il rentre en Italie en 1943 pour participer à l'action clandestine, puis, après la chute de Mussolini à la réorganisation politique du pays.
Après la Seconde Guerre mondiale, Amendola est élu député pour le Parti communiste italien de 1948 jusqu'à sa mort en 1980.
Il est sous-secrétaire d’État à la Présidence du Conseil dans le gouvernement Parri (21 juin-10 décembre 1945) et dans le premier gouvernement De Gasperi (10 décembre 1945-13 juillet 1946).
Au cours des années 1970, il figure parmi les leaders de l'aile droite du PCI, prêchant pour la suppression progressive des idées du communisme soviétique et léniniste et proposant de conclure des alliances avec les partis modérés, en particulier avec le Parti socialiste italien, dans le cadre de l'eurocommunisme.
Un de ses principaux alliés était Giorgio Napolitano, alors membre de la Chambre des députés et devenu en 2006 le 11e Président de la République.
Giorgio Amendola est mort à Rome en 1980 à l'âge de 73 ans, des suites d'« une longue maladie ».
Son épouse Germaine Lecocq, qu'il a rencontrée lors de son exil français à Paris et qui l'a aidé à écrire son dernier ouvrage, est décédée quelques heures après lui.

## Publications
À partir de 1967, Amendola se consacre également à faire œuvre d'écrivain ; ses livres les plus notables sont :
- Comunismo, antifascismo e Resistenza («  Communisme, antifascisme et résistance », 1967),
- Lettere a Milano (« Lettres à Milan », 1973),
- Intervista sull'antifascismo (« Entretien sur l'anti-fascisme », 1976, avec Piero Melograni)[1],
- Una scelta di vita (« Un choix de vie », 1978)[2]
- Un'isola ( « une île », 1980), considéré comme son meilleur travail[3].